# Mathias Roos

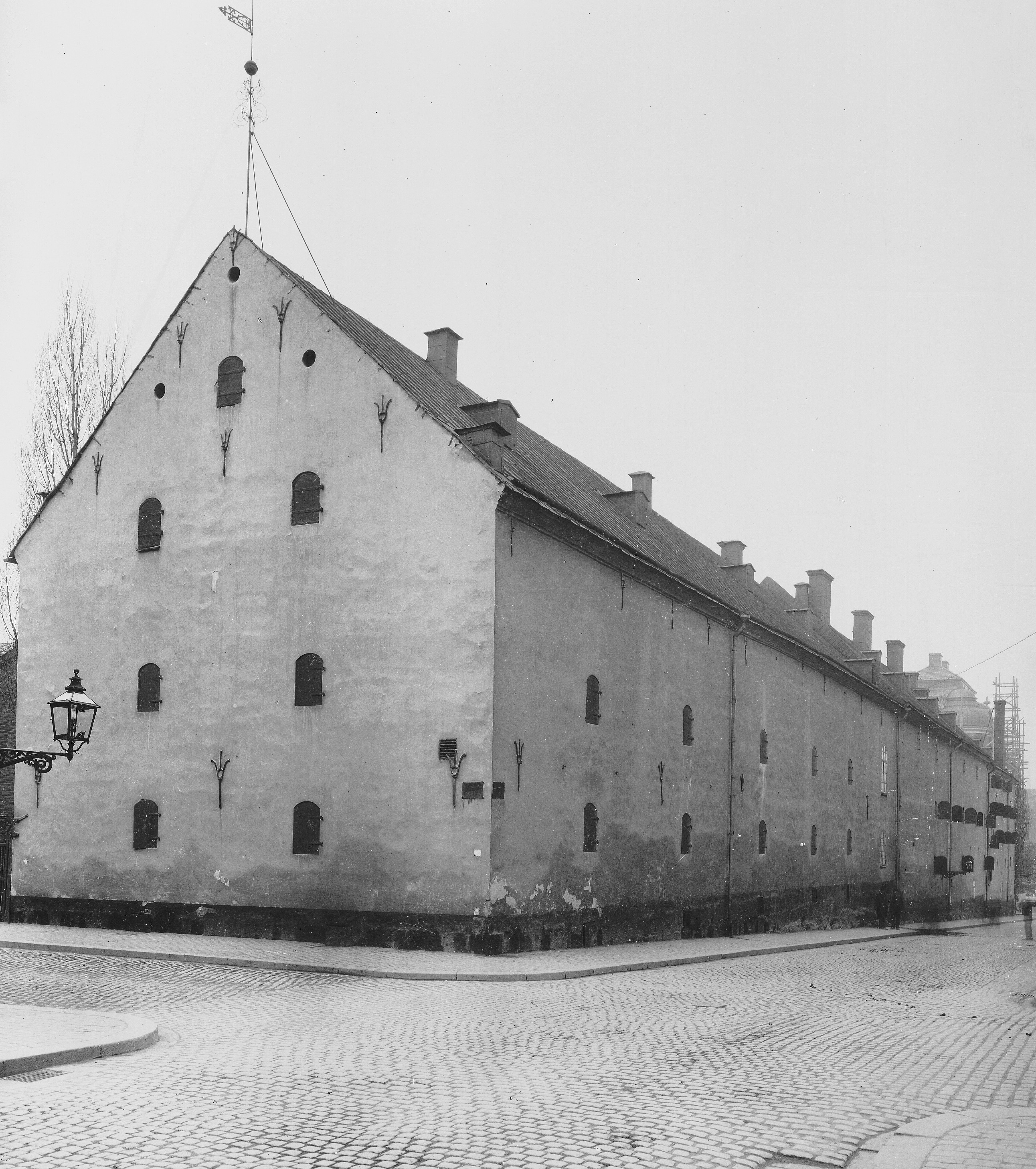
Kronobageriet sett från norr, 1904.

Mathias Roos (även känt som Matts Marcusson Roos), född under 1600-talets andra hälft, död 1729, var en svensk byggmästare, verksam i Stockholm. Till hans mest kända arbeten hör en av Kronobageriets byggnadsetapper.

## Biografi
Roos skrevs ut som gesäll i mars 1705, efter att ha gått i lära hos åldermannen Mårten Hack. Han blev artillerimurmästare 1712 och antogs den 25 juni 1718 som mästare (nummer 71) utan föregående prov, eftersom han länge förestått olika byggarbeten vid Svea artilleriregemente. Intagningen till skrået var dock inte helt problemfri eftersom han anlitat en annan mästares gesäller och därför anklagades för bönhaseri. Ross fick böter 100 daler silvermynt, vilket var en betydande summa vid den tiden. 
Till hans mest kända arbeten hör Kronobageriet i Stockholm där han 1720 uppförde den mellanbyggnaden som sammanfogade två äldre byggnadskroppar från 1600-talets mitt. Arbetet beställdes av Kronan och bedrevs under överinseende av fortifikationskapten S.J. Grundel. Byggnaden är fortfarande bevarad och räknas som Stockholms äldsta kvarvarande industrihus. Kronobageriet är ett byggnadsminne och inhyser Scenkonstmuseet.